# Vila Antonína Stránského
Vila Antonína Stránského je rodinný dům, který stojí v Praze 5-Hlubočepích ve vilové čtvrti Barrandov v ulici Pod Habrovou v její východní části.

## Historie
Vilu si v letech 1934-1935 postavil profesor Antonín Stránský se svou manželkou Helenou, stavbu vyprojektovali architekti Karel Caivas a Vladimír Weiss.

## Popis
Vila ve funkcionalistickém slohu je postavena ve svahu. Má jednoduché řešení založené na kontrastu lomené bílé a cihlově červené. Její přístupové a opěrné terasy i parter jsou vyzděny z červených pohledových cihel. Stejnou cihlovou barvou jsou natřeny také okenní rámy. Hranolová stavba má různá okna, ve třetím podlaží okno vede přes nároží.

## Pamětní deska
8. května 1945 bylo před domem hlídkou SS zavražděno 18 civilistů včetně majitele domu dr. Stránského - v 8 hodin ráno 14 mužů a v 10 hodin dopoledne další 4 muži. Na památku této tragické události byl u zdi při vchodu z ulice umístěn kříž a na zeď protější garáže pamětní deska se jmény zavražděných.